# Masacre de La Chinita
La masacre de La Chinita fue una matanza cometida en la población colombiana de  Apartadó, ubicada en el Urabá antioqueño, el 23 de enero de 1994. El asesinato masivo fue cometido por el  Frente 5 (Bloque Noroccidental) de las Fuerzas Armadas Revolucionarias de Colombia- Ejército del Pueblo (FARC-EP).

## Masacre
A principios de 1994, Rufina Gutiérrez, de 47 años, organizó una verbena popular con el fin de recoger fondos para el estudio de sus hijos y ayudar a la construcción de aulas en la escuela comunal, con la colaboración de decenas de familias que vivían en el barrio de invasión La Chinita, un asentamiento obrero en Apartadó (Antioquia) habitado por desempleados, gente sin tierra, trabajadores de empresas bananeras y simpatizantes del movimiento Esperanza, Paz y Libertad (desmovilizados del EPL). El evento quedó para la noche del sábado 22 de enero de 1994.
Los organizadores de la fiesta alistaron un equipo de sonido grande y dieron inicio a la verbena popular esa noche. Al evento asistían cerca de 200 personas. Fue a las 2:30 de la mañana del domingo 23, cuando los sorprendió un comando de 20 milicianos del 5 Frente de las FARC-EP, tal y como lo atestiguaron dos jóvenes que muy pronto salieron del lugar en motocicleta. Los insurgentes presumían que allí encontrarían a varios desmovilizados del Ejército Popular de Liberación, convertidos desde que dejaron las armas en marzo de 1991, en blanco militar de las FARC-EP.
Lo que vino después fue el caos y solo se alcanzó a escuchar: «No maten a las mujeres». Los guerrilleros llegaron a la estrecha calle donde se realizaba la reunión y comenzaron a disparar indiscriminadamente contra los asistentes, especialmente contra los hombres. Sus cuerpos fueron abandonados en las calles del barrio.
Entre las personas muertas solo había dos desmovilizados. El resto eran trabajadores de fincas bananeras, habitantes del barrio, un soldado adscrito a la Brigada XI del Ejército, una mujer, tres menores de edad y un anciano. En total 35 civiles.

## Víctimas de la masacre
Mariana Torres Rentería, Yorman Barón Quiñones (15 años), Jaime Rodríguez Ramos (16 años), Santiago Mejía, John Jairo Lobo Rodríguez, Fulbio Antonio Mosquera Velásquez, Jobino Moreno Valencia, Darío Torres, William Urango Moreno, Roger Roberto Ruiz Ramos, Lucio Mosquera Murillo, Robinson Humberto Hinestroza Mosquera, Rafael Cuello Ramírez (65 años), Paulino Rentería Rentería, Hermógenes Rentería Rentería, Emilio Medrano Fernández, Fausto Hurtado Córdoba, Alexis Mosquera Asprilla, Dionisio Mosquera Cruz, Ángel Daniel Hinestroza Hurtado, Óscar Mosquera Robledo, José de la Cruz Córdoba Pérez, Conrado Londoño Londoño, Julio Bercelio Guzmán González, Ramón Córdoba Moreno, Asmeth Barrios Fuentes, José Miguel Santero Peñate, Marcelino Ospina Morimon, Alfonso Medina, Melkin Cantero Blanco, Clímaco Antonio Herrera Herrera, Hernán Vergara Espitia, Alberto Mendoza, Israel Cárdenas Miranda, Alcides Lozano Berrocal, Marcial Paz Balanta y Eduar Salas Tordecillas.

## Responsables
La masacre hizo parte de una retaliación sistemática hacia los “esperanzados”, desmovilizados del Ejército Popular de Liberación que adoptaron el nombre de Esperanza, Paz y Libertad, y a quienes el Frente 5 señalaba de encubrir a integrantes de los grupos de comandos populares, que supuestamente estaban aliados con los paramilitares de Castaño. La razón de fondo era el éxito electoral que el nuevo movimiento político había obtenido en esa región, y que había desplazado a un segundo plano a la UP y el Partido comunista.
Por los hechos de La Chinita fueron acusados Danis Daniel Sierra Martínez, jefe del Frente 5 de las FARC-EP y Elda Neyis Mosquera, alias “Karina”.

## Verdad, justicia, reparación y no repetición

### Investigaciones
En 2014 se solicita que el movimiento Esperanza, Paz y Libertad sea considerado una víctima colectiva, y de crímenes de Lesa Humanidad en el conflicto armado interno de Colombia.
El 30 de septiembre de 2016, las FARC-EP, en un acto realizado en La Chinita, han reconocido y pedido perdón por los hechos ocurridos aquel 23 de enero de 1994. Comprometidos con la «verdad, justicia, reparación y no repetición», como lo establece el acuerdo de paz firmado entre la insurgencia de las FARC-EP y el Gobierno Nacional firmado el 26 de septiembre de 2016, la organización dio cara a las víctimas, pidió perdón y se comprometió con las víctimas a resarcir el daño cometido. En su página web, las FARC-EP han publicado un comunicado al respecto acompañado de un video del acto realizado.
En Apartadó existe la Casa de la Esperanza lugar de la Masacre de La Chinita contra militantes del Esperanza, Paz y Libertad y donde hoy funciona un proceso educativo y de paz.
La Jurisdicción Especial para la Paz (JEP) incluye los casos del Esperanza Paz y Libertad como víctimas del conflicto armado interno en el Caso 004 Urabá.